# Yambélé-Ewou
Yambélé-Ewou est une commune rurale de la préfecture de la Basse-Kotto, en République centrafricaine. Elle s’étend au nord-ouest de la ville d’Alindao et doit son nom à deux cours d'eau, la Yambélé et l'Ewou.

## Géographie
La commune est située au nord-ouest de la préfecture de Basse-Kotto.
| Danga-Gboudou | Haute-Baïdou |        |
| Ngougbia      | Yambélé-Ewou | Séliba |
| Cochio-Toulou | Bangui-Ketté |        |

## Villages
La commune compte 41 villages en zone rurale recensés en 2003 : Agbaya 1, Badja, Banda, Bangba, Boulouba, Bouma, Boy-Kette, Gbama, Gbavourou, Gbaya, Gbondjo, Gbongo 1, Gbongo 2, Granda, Kocho, Kodo, Kozzo 2, Kozzolosso, Kpele, Kporo, Lekpa, Moko, Ngama, Ngbandjia, Ngbonga 1, Ngbonga 2, Ngossa 2, Nguenda, Nguenze 2, Ngueze, Orokpo, Passe, Seigneur, Tangba Banda, Tangba-Eleveur, Woga 1, Woga 2, Woga 3, Zoulouma 1, Zoulouma 2, Zoulouma 3.

## Éducation
La commune compte 7 écoles publiques : à Poudjio, Kode, Kpelu, Atcha, école Amadou-Tambia à Tambia, école Tuhou à Orokpo et école Moko à Boiketu.

## Société
La commune est le siège de la paroisse catholique Sainte Thérèse de Poudjio fondée en 1958, elle dépend du diocèse d'Alindao.